# Dồm Cang
Dồm Cang est une commune rurale, située dans le district de Sốp Cộp (province de Sơn La, Viêt Nam).

## Géographie

### Géographie physique
Dồm Cang a une superficie de 78,76 km².

### Géographie administrative
La commune est divisée en 15 villages.
| Nom           | Population (2012) | Ethnie majoritaire |
| ------------- | ----------------- | ------------------ |
| Bản Pá Hốc    | 113               | Hmong              |
| Bản Huổi Yên  | 135               | Thaï               |
| Bản Huổi Dồm  | 331               | Thaï               |
| Bản Cang Nưa  | 378               | Thaï               |
| Bản Cang Tợ   | 323               | Thaï               |
| Bản Dồm       | 282               | Thaï               |
| Bản Bằng Tạng | 370               | Thaï               |
| Bản Nà Khá    | 439               | Thaï               |
| Bản Men       | 254               | Thaï               |
| Bản Nà Pháy   | 105               | Thaï               |
| Bản Pặt       | 569               | Thaï               |
| Bản Tin Tốc   | 312               | Thaï               |
| Bản Nà Lìu    | 167               | Thaï               |
| Bản Huổi Nó   | 142               | Khmu               |
| Bản Lọng Phát | 87                | Khmu               |
| Total         | 4007              |                    |

## Politique
Le code administratif de la commune est 04234.

## Démographie
En 1999, la commune comptait 2 897 habitants.

## Sources
- (vi) Cet article est partiellement ou en totalité issu de l’article de Wikipédia en vietnamien intitulé « Dồm Cang » (voir la liste des auteurs).